# Болонья (метрополійне місто)
Метрополі́йне мі́сто Боло́нья (італ. Città metropolitana di Bologna) — адміністративно-територіальна одиниця у регіоні Емілія-Романья. Одне з 10 метрополійних міст Італії, що були створені законом 7 квітня 2014. З 1 січня 2015 року замінило провінцію Болонья.